# Canal du Clignon

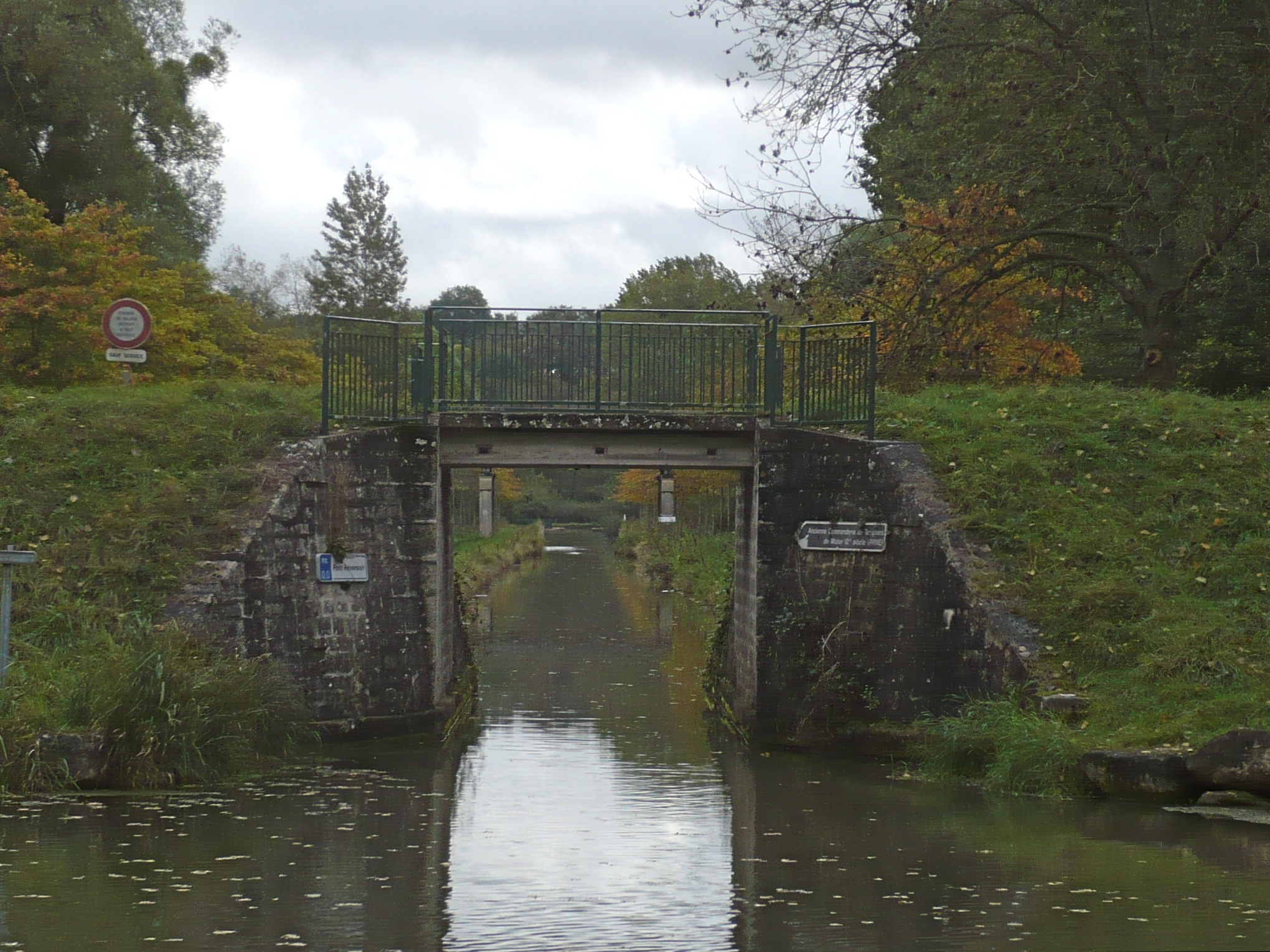
Die Mündung des Canal du Clignon in den
Canal de l’Ourcq

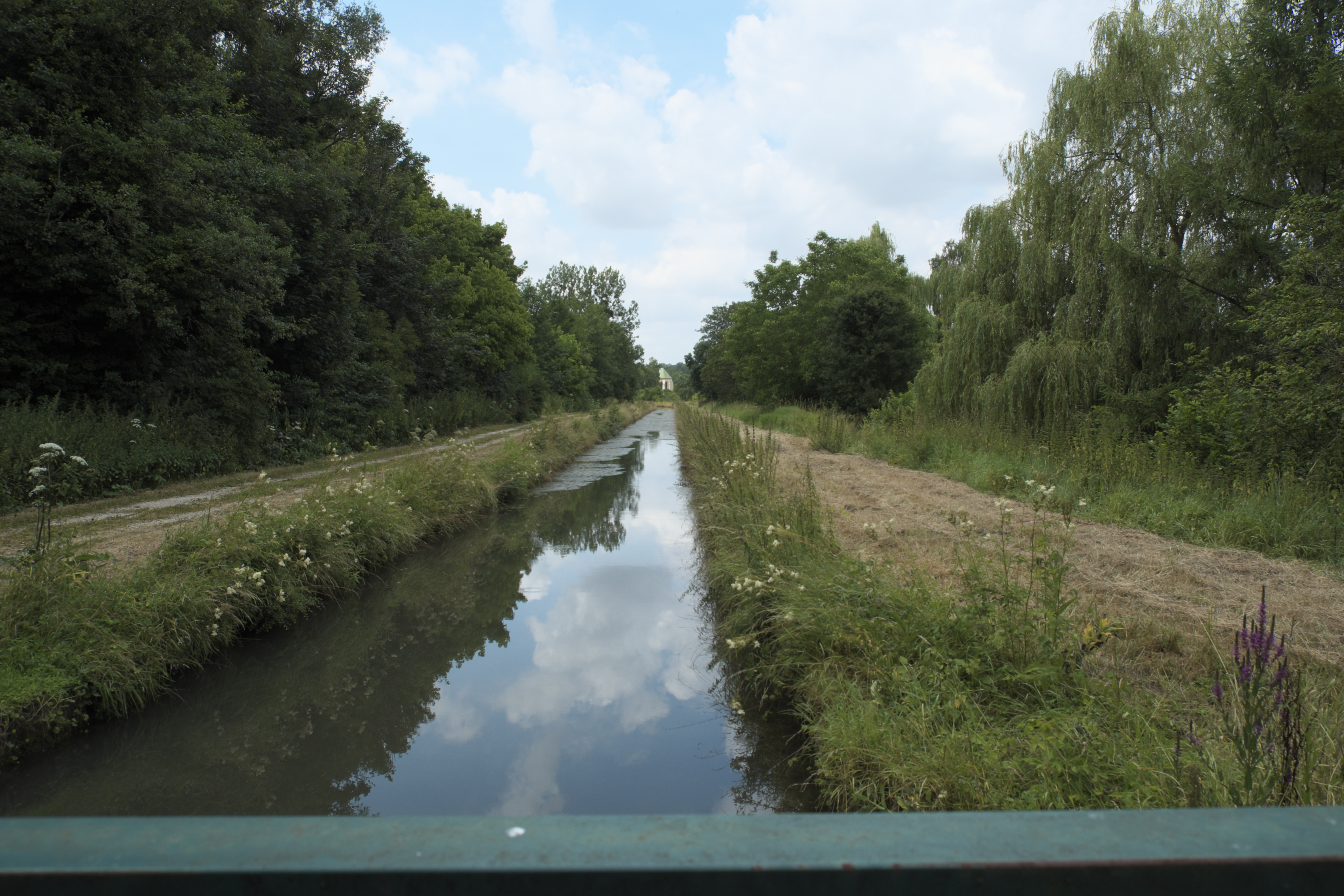
Canal du Clignon und Kapelle der Templerkomturei Moisy-le-Temple

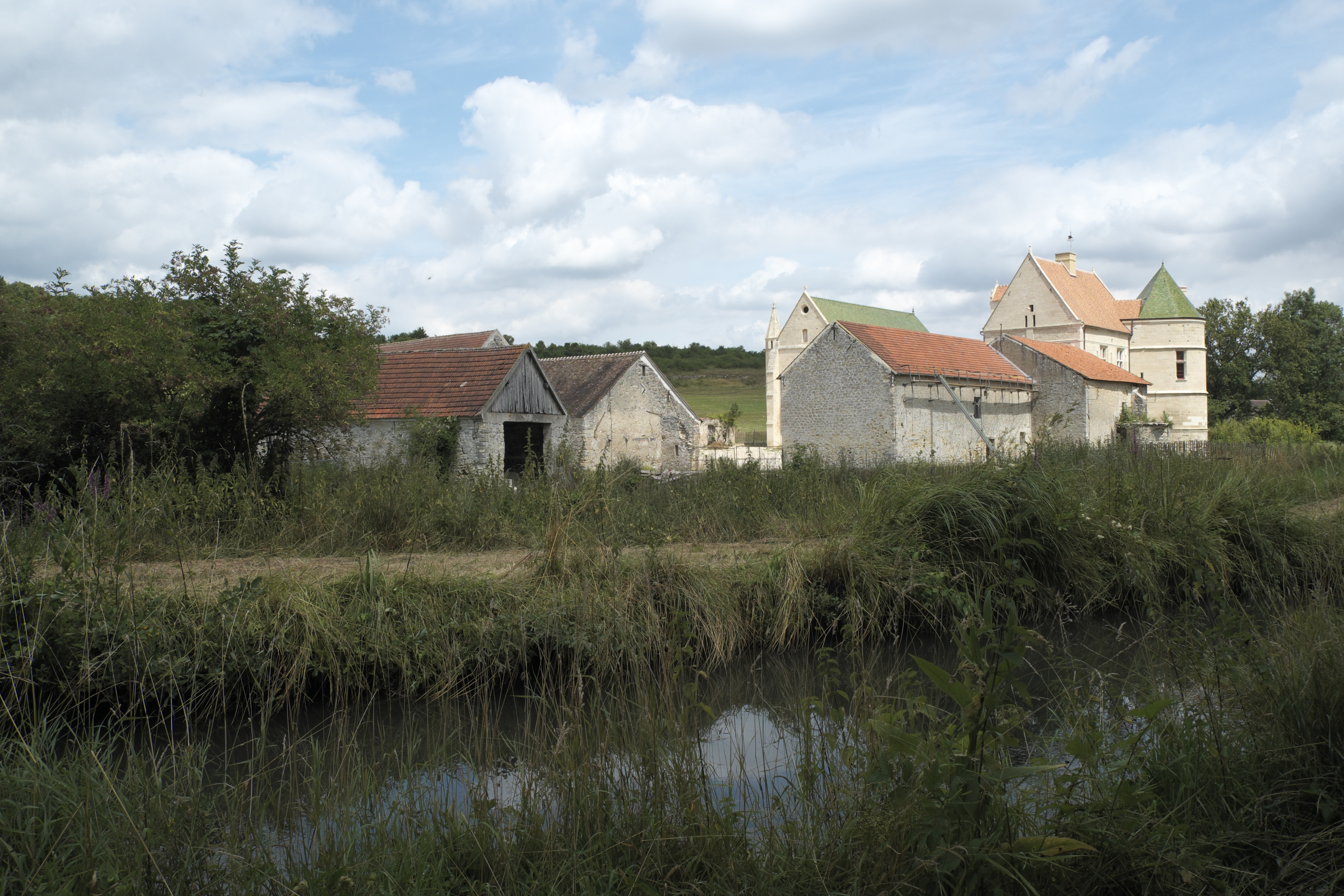
Canal du Clignon und Templerkomturei Moisy-le-Temple

Der Canal du Clignon (auch: Canal de dérivation du Clignon) ist ein kleiner französischer Schifffahrtskanal, der in den Départements Aisne und Oise in der Region Hauts-de-France verläuft. 

## Verlauf
Der Kanal beginnt beim Ort Moisy im Gemeindegebiet von Montigny-l’Allier, wo der Fluss Clignon in ihn abgeleitet wird. Nach Überquerung des Flusses Ourcq mündet er knapp nördlich von Neufchelles in den Canal de l’Ourcq. 

### Koordinaten
- Ausgangspunkt des Kanals: 49° 6′ 43″ N, 3° 5′ 42″ OKoordinaten: 49° 6′ 43″ N, 3° 5′ 42″ O
- Endpunkt des Kanals: 49° 7′ 17″ N, 3° 4′ 8″ O

## Technische Infrastruktur
Der Canal du Clignon ist 2,4 Kilometer lang, seine Breite beträgt, wie ursprünglich am gesamten Canal de l’Ourcq üblich, 3,20 Meter. Er weist keine Schleusen auf und dient überwiegend zur Wasserversorgung des Canal de l’Ourcq. Da jener auf der anderen Seite des Ourcq verläuft, wurde der Fluss mit einer Kanalbrücke überspannt.

## Geschichte
Den Bau führte der Ingenieur Marie-Emile Vuigner in den Jahren 1839 bis 1841 aus, nachdem sich die Wasserversorgung für den bereits früher gebauten Canal de l’Ourcq als unzureichend herausgestellt hatte.

## Wirtschaftliche Bedeutung
Der Kanal hatte zu keiner Zeit eine relevante wirtschaftliche Bedeutung. Heute wird versucht, den Kanal für den Wassertourismus zu nutzen. Aus diesem Grund werden vom nördlichen Ende des Canal de l’Ourcq Ausflugsfahrten mit Booten veranstaltet, die auf dem Canal de Clignon bis nach Moisy führen. Dort befindet sich die Templerkomturei Moisy-le-Temple mit einer gotischen Kapelle aus dem Jahr 1210.

## Orte am Kanal
- Moisy
- Neufchelles